# Parafia Trójcy Świętej w Kościelnej Jani
Parafia Trójcy Świętej w Kościelnej Jani – parafia rzymskokatolicka, znajdująca się w diecezji pelplińskiej, w dekanacie Skórcz